# Gymnostomum carthusianum
Gymnostomum carthusianum är en bladmossart som beskrevs av Palisot de Beauvois 1805. Gymnostomum carthusianum ingår i släktet kalkkuddmossor, och familjen Pottiaceae. Inga underarter finns listade i Catalogue of Life.